# (175583) Pingtung
(175583) Pingtung est un astéroïde de la ceinture principale.

## Description
(175583) Pingtung est un astéroïde de la ceinture principale. Il fut découvert le 15 octobre 2006 à l'Observatoire de Lulin par Chi-Sheng Lin et Ye Quan-Zhi. Il présente une orbite caractérisée par un demi-grand axe de 3,13 UA, une excentricité de 0,09 et une inclinaison de 11,5° par rapport à l'écliptique.

## Compléments